# كوكبة (حفاش)

تعديل مصدري - تعديل

كوكبة هي إحدى قرى عزلة راس الاحجول بمديرية حفاش التابعة لمحافظة المحويت، بلغ تعداد سكانها 175 نسمة حسب تعداد اليمن لعام 2004.